# Francisco de Paula Avendaño
Francisco de Paula Avendaño y López de Brito (Cumaná, Capitanía General de Venezuela, 4 de febrero de 1792-La Guaira, Venezuela, 24 de febrero de 1870) fue un militar venezolano. Es considerado como el introductor del arte de la litografía en Venezuela.

## Biografía
Fue hijo de Francisco de Paula Avendaño y Pachecho y Maria Francisca López de Brito. Avendaño quedó huérfano de padre a temprana edad. Participó en la Guerra de Independencia de Venezuela como oficial de ingenieros del Ejército de Venezuela. En 1808 fue establecida en Cumaná una compañía denominada de Húsares Nobles de Fernando VII, integrada por Antonio José de Sucre y otros 52 jóvenes entre los que propablemente se encontrase Avendaño.
El 10 de agosto de 1810 recibió el despacho de subteniente del Real Cuerpo de Ingenieros conferido por la Junta Suprema de Caracas.  En 1811 participó en la Campaña de Valencia bajo las órdenes de Francisco de Miranda y contra Domingo de Monteverde en 1812, durante esta última campaña es herido y tomado prisionero en el combate de Los Guayos el 8 de mayo de 1812.
Escapó y se trasladó a las Antillas, donde permaneció hasta 1813, cuando regresó a Venezuela y se reintegró al ejército participando en la Toma de Güiria y la Batalla de Irapa. Ese mismo año Simón Bolívar lo nombró comandante de ingeniería de La Guaira donde estuvo hasta 1814, cuando formó parte de la Emigración a Oriente. Combatió en la Batalla de Aragua de Barcelona y en otras acciones de la Segunda República de Venezuela. Participó en la Batalla de Urica y tras su derrota escapó a Trinidad junto con Agustín Armario. En 1817 regresó a Venezuela y tomó parte en la Campaña de Guayana.
El 18 de julio de ese año, Bolívar lo ascendió a teniente coronel. El 1 de noviembre de 1819 el vicepresidente Francisco Antonio Zea lo ascendió a coronel. El 31 de mayo de 1821, con 300 hombres, se incorporó a la columna que, bajo el mando del general José Francisco Bermúdez, ejecutaba la diversión de Bermúdez sobre Caracas. Participó en la Batalla de El Rodeo y después de la batalla de Carabobo regresó a La Guaira como comandante de armas. En 1824 el gobierno lo comisionó para que dirigiese los trabajos de reconstrucción de las fortificaciones de la isla de Bajo Seco, en la barra de Maracaibo, y posteriormente para inspeccionar todas las fortificaciones en Venezuela y atender su conservación. En 1825 desempeñó las funciones de comandante general de Puerto Cabello.  Durante los hechos de La Cosiata fue comisionado por Simón Bolívar a dirigirse a Venezuela y informarle de la situación.
Según la nota publicada en El Promotor (1843) fue Avendaño quien introdujo en Venezuela el arte de la litografía. Poseía la primera máquina litográfica cuando era comandante de La Guaira en los años 1823-1825; hacía los ensayos con ella. En 1828 fundó el primer taller litográfico de Venezuela en La Guaira. Ese mismo año traslada el taller a Caracas e invita a Juan Lovera a realizar obras con la nueva técnica. En 1829 o 1830 vendió su prensa litográfica a Antonio Damirón.
En 1830 es diputado por el Congreso de Valencia.En 1833 es electo consejero de Gobierno, cargo que ocupa hasta 1838 cuando es nombrado gobernador de la provincia de Cumaná, nuevamente consejero de Estado en 1841 y gobernador de la provincia de Guayana en 1843. Estuvo a cargo del Ministerio de Guerra y Marina entre el 19 de junio de 1845 y hasta el 29 de enero de 1847 cuando es nombrado Coronel Jefe del Batallón de Zapadores.
Este último año junto con Juan José Aguerrevere, integró la comisión para el estudio del inutilizado tajamar de La Guaira, construido por el ingeniero Thomas U. Walter. Durante los años 1848-1850 cumplió funciones de director de la Academia de Matemáticas de Caracas, aboga entonces por la introducción en este instituto de las clases de física y química, necesarias para la educación de ingenieros. En 1861 fue ascendido a general de brigada, y en 1864 a general en jefe. Falleció en la Guaira el 24 de febrero de 1870. Sus restos descansan en el Panteón Nacional de Venezuela desde el 16 de marzo de 1966.